# Brissogne
Brissogne is een gemeente in de Italiaanse regio Aostadal en telt 962 inwoners (31-12-2004). De oppervlakte bedraagt 25,5 km², de bevolkingsdichtheid is 38 inwoners per km².
De volgende frazioni (Frans: hameaux) maken deel uit van de gemeente: Ayettes, Bondinaz, Bruchet, Chaney, Chésalet, Cheyssan, Chez-les-Volget, Établoz, Fassoulaz, Grand-Brissogne, Grand-Fauve, Grange, L'Île-Blonde, Les Îles, La Lovatère, Luin, Neyran, Neyran-Dessous, Neyran-Dessus, Pâcou, Pallu-Dessous, Pallu-Dessus, Pallu-du-Milieu, Passerin, Le Petit-Banc, Le Petit-Pollein, Le Pouyet, Primaz, Truchet, Vaud.

Brissogne
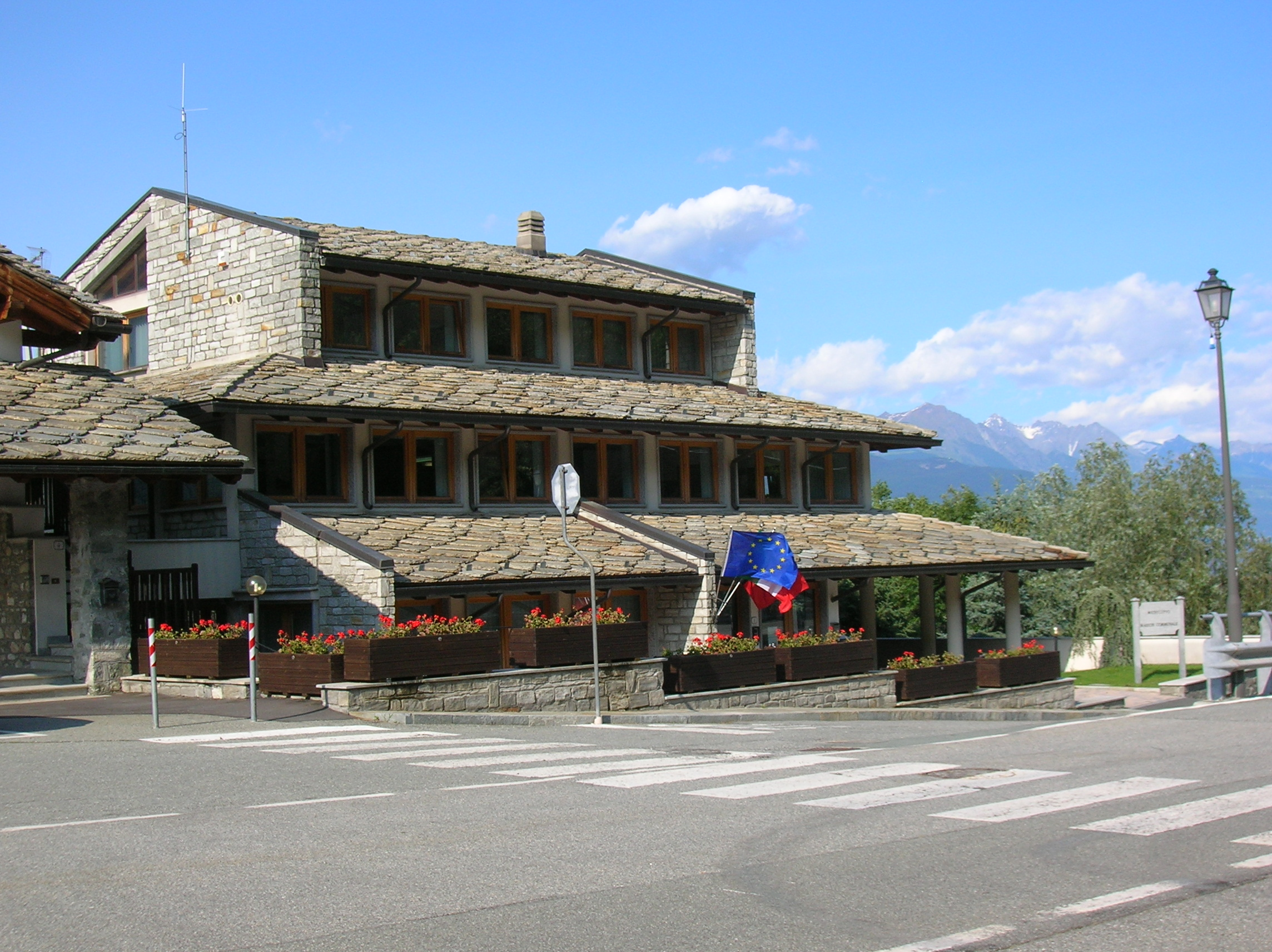
Gemeentehuis

## Demografie
Brissogne telt ongeveer 384 huishoudens. Het aantal inwoners steeg in de periode 1991-2001 met 35,1% volgens cijfers uit de tienjaarlijkse volkstellingen van ISTAT.
| Jaar | Inwoneraantal |
| ---- | ------------- |
| 1991 | 669           |
| 2001 | 904           |

## Geografie
De gemeente ligt op ongeveer 839 m boven zeeniveau.
Brissogne grenst aan de volgende gemeenten: Charvensod, Cogne, Pollein, Quart, Saint-Marcel.
Allein · Antey-Saint-André · Aosta / Aoste · Arnad · Arvier · Avise · Ayas · Aymavilles · Bard · Bionaz · Brissogne · Brusson · Challand-Saint-Anselme · Challand-Saint-Victor · Chambave · Chamois · Champdepraz · Champorcher · Charvensod · Châtillon · Cogne · Courmayeur · Donnas · Doues · Émarèse · Étroubles · Fontainemore · Fénis · Gaby · Gignod · Gressan · Gressoney-La-Trinité · Gressoney-Saint-Jean · Hône · Introd · Issime · Issogne · Jovençan · La Magdeleine · La Salle · La Thuile · Lillianes · Montjovet · Morgex · Nus · Ollomont · Oyace · Perloz · Pollein · Pont-Saint-Martin · Pontboset · Pontey · Pré-Saint-Didier · Quart · Rhêmes-Notre-Dame · Rhêmes-Saint-Georges · Roisan · Saint-Christophe · Saint-Denis · Saint-Marcel · Saint-Nicolas · Saint-Oyen · Saint-Pierre · Saint-Rhémy-en-Bosses · Saint-Vincent · Sarre · Torgnon · Valgrisenche · Valpelline · Valsavarenche · Valtournenche · Verrayes · Verrès · Villeneuve
1. ↑  https://demo.istat.it/?l=it.